# Wicehrabia Cobham

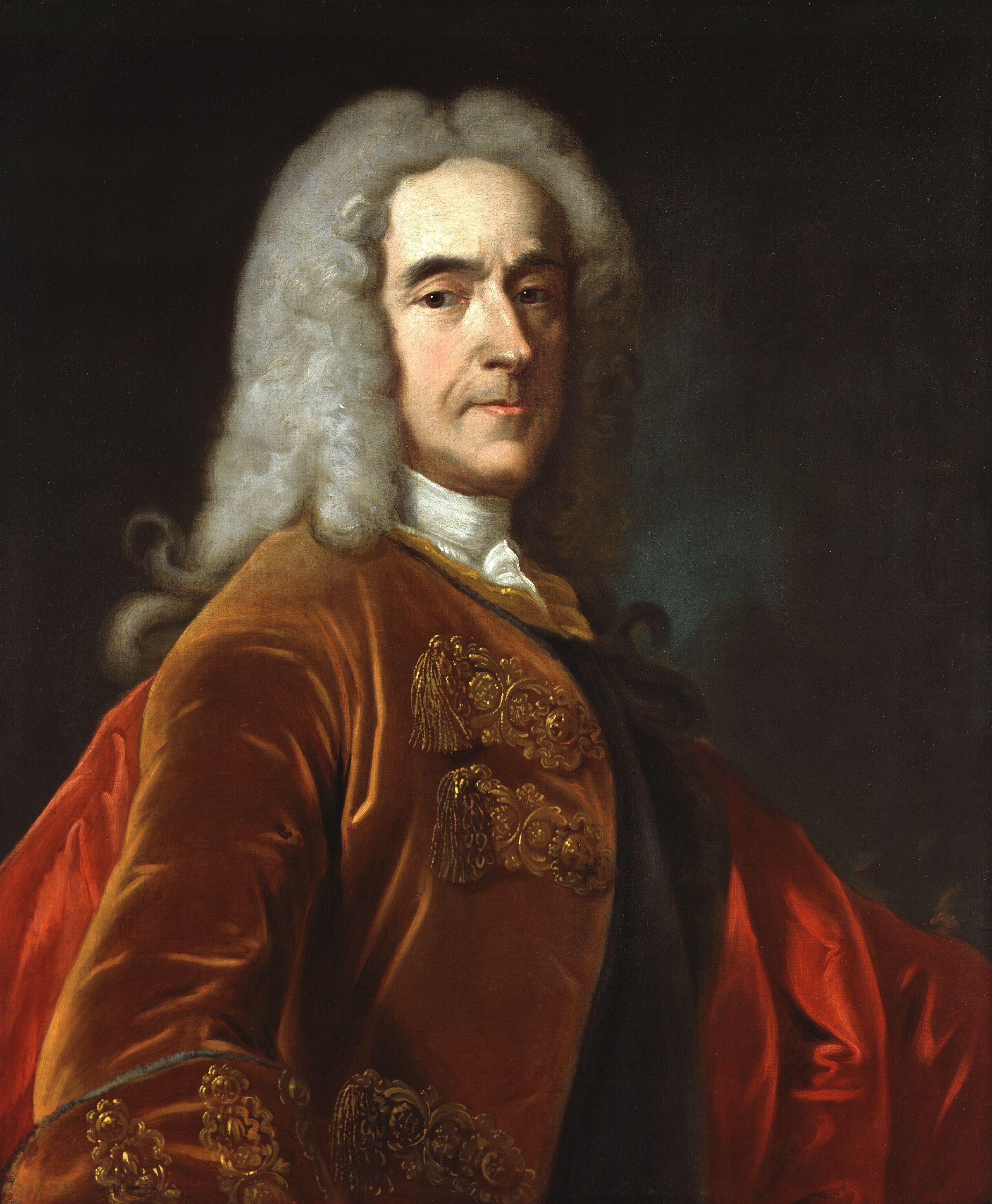
Richard Temple - jeden z wicehrabiów Cobham

## Informacje ogólne
- Dodatkowymi tytułami wicehrabiego Cobham są:
  - baron Cobham
  - baron Westcote
  - baron Lyttleton
- wicehrabia Cobham był dodatkowym tytułem:
  - hrabiego Temple (1751–1889)
  - markiza Buckingham (1784–1889)
  - hrabiego Temple of Stowe (1822–1889)
  - markiza Chandos (1822–1889)
  - księcia Buckingham i Chandos (1822–1889)
- Rodową siedzibą wicehrabiów Cobham jest Hagley Hall w hrabstwie Worcestershire

Baroneci Temple of Stowe
- 1611–1637: Thomas Temple, 1. baronet
- 1637–1652: Peter Temple, 2. baronet
- 1652–1697: Richard Temple, 3. baronet
- 1697–1749: Richard Temple, 4. baronet (od 1718 r. wicehrabia Cobham, patrz niżej)
- 1749–1760: William Temple, 5. baronet
- 1760–1761: Peter Temple, 6. baronet
- 1761–1786: Richard Temple, 7. baronet

Wicehrabiowie Cobham 1. kreacji (parostwo Wielkiej Brytanii)
- 1718–1749: Richard Temple, 1. wicehrabia Cobham
- 1749–1752: Hester Grenville, 2. wicehrabina Cobham

Hrabiowie Temple 1. kreacji (parostwo Wielkiej Brytanii)
- 1751–1752: Hester Grenville, 1. hrabina Temple i 2. wicehrabina Cobham
- 1752–1779: Richard Grenville-Temple, 2. hrabia Temple i 3. wicehrabia Cobham
- 1779–1813: George Nugent-Temple-Grenville, 3. hrabia Temple i 4. wicehrabia Cobham

Markizowie Buckingham 1. kreacji (parostwo Wielkiej Brytanii)
- 1784–1813: George Nugent-Temple-Grenville, 1. markiz Buckingham i 4. wicehrabia Cobham
- 1813–1839: Richard Temple-Nugent-Brydges-Chandos-Grenville, 2. markiz Buckingham i 5. wicehrabia Cobham

Książęta Buckingham i Chandos 1. kreacji (parostwo Zjednoczonego Królestwa)
- 1822–1839: Richard Temple-Nugent-Brydges-Chandos-Grenville, 1. książę Buckingham i Chandos oraz 5. wicehrabia Cobham
- 1839–1861: Richard Plantagenet Temple-Nugent-Brydges-Chandos-Grenville, 2. książę Buckingham i Chandos oraz 6. wicehrabia Cobham
- 1861–1889: Richard Plantagenet Campbell Temple-Nugent-Brydges-Chandos-Grenville, 3. książę Buckingham i Chandos oraz 7. wicehrabia Cobham

Wicehrabiowie Cobham (kontynuacja 1. kreacji)
- 1889–1922: Charles George Lyttelton, 8. wicehrabia Cobham
- 1922–1949: John Cavendish Lyttelton, 9. wicehrabia Cobham
- 1949–1977: Charles John Lyttelton, 10. wicehrabia Cobham
- 1977–2006: John William Leonard Lyttelton, 11. wicehrabia Cobham
- 2006 -: Christopher Charles Lyttelton, 12. wicehrabia Cobham

Najstarszy syn 12. wicehrabiego Cobham: Olivier Christopher Lyttelton